# Campobello di Licata
Pour les articles homonymes, voir Campobello.
Campobello di Licata est une commune de la province d'Agrigente en Sicile (Italie).
Elle est située à environ 110 kilomètres au sud-est de Palerme.

## Toponymie
Campubbeddu en sicilien.

## Administration
| Période                                  | Période  | Identité        | Étiquette       | Qualité |
| ---------------------------------------- | -------- | --------------- | --------------- | ------- |
| 07 juin 2012                             | En cours | Giovanni Picone | Parti Démocrate | Maire   |
| Les données manquantes sont à compléter. |          |                 |                 |         |

### Communes limitrophes
Licata, Naro, Ravanusa